# 苏州宗教

## 佛教

### 主要佛寺
- 灵岩山寺
- 寒山寺
- 戒幢律寺（西园）
- 重元寺

## 道教

### 道教传播
东汉末年传入。239年（东吴赤乌二年）建成第一座道观—江东神庙。和江南其他地区一样，苏州的道教以正一派占绝对优势，尊江西龙虎山张天师为教主。

### 著名道观
- 玄妙观：位于苏州古城的中心，门前东西向道路就是苏州最著名的商业步行街观前街，正对山门的南北向道路名为宫巷。玄妙观创建于276年（西晋咸宁二年），初名真庆道院。南宋毁于兵火，淳熙年间重建，1264年改名玄妙观。清代曾经因为避讳康熙的名字（玄烨）改名元妙观。南宋淳熙年间重建的三清殿被列为第二批全国重点文物保护单位。

## 天主教

### 天主教传播
1598年（明万历二十六年），利玛窦曾访问苏州。1605年，常熟瞿太素受洗加入天主教。1649年（清顺治六年），由于许甘弟大夫人（一位虔诚的天主教徒，徐光启的孙女）的资助，建成了通关坊教堂。到1664年，该教堂有500信徒，而常熟的信徒超过1万人。1724年，雍正帝查禁天主教，通关坊教堂被查封没收。1748年（乾隆十三年）发生苏州教案，数名外国传教士和中国信徒死于狱中。此后天主教在市区销声匿迹，但在偏僻乡村地区，尤其是渔民中间仍一直有传播。1857年，耶稣会的法国神甫葛必达来苏州恢复天主教会。

### 苏州教区
1949年，罗马教廷从上海教区分出苏州教区，主教为龚品梅。
2006年4月20日，天主教苏州教区在苏州杨家桥天主堂隆重举行主教祝圣典礼，房兴耀主教主礼祝圣仪式，徐宏根神父被祝圣为天主教苏州教区主教。

### 著名天主教堂
- 杨家桥圣母七苦堂：位于今三香路莲香桥堍，1887年建
- 若瑟堂：大新巷，1902年建，又名雅园，主教府
- 郊县教堂：
  - 昆山：陆家浜、小横塘
  - 太仓：车浜、张泾、岳王
  - 常熟：颜港、冶塘
  - 张家港：杨舍、鹿苑、后塍
  - 吴江：黎里

### 历史上的天主教教会学校
- 有原中学：位于鹿苑镇，1942年迁入苏州娄门内北街堂

## 基督教新教

### 新教传播
基督教新教传入苏州最早可溯源至19世纪下半叶。
1858年，美南监理会传教士从上海首次访问苏州。1860年，太平天国军攻占苏州以后，美国传教士高帝丕、花兰芷、赫威尔来苏，受到良好的礼遇。1860年7月初 ，英国伦敦布道会的艾约瑟、杨格非、杨笃信等五人也到苏州，会见了忠王李秀成，了解太平天国的真实情况，得到圆满的答复。
1867年，戈登手下的军官史密德作为美北长老会宣教士来苏开辟基地，在盘门小仓口设学布道，开始培养传道人员。1868年，美南监理会差会得以正式在苏州立足，陆续设立了3个主要教堂，以及著名的东吴大学、景海女师和博习医院。其他美国差会，包括美北长老会、美南长老会、美南浸信会和美国圣公会等也陆续抵达苏州，建立起自己的传教、教育和医疗事业。
1869年，美南监理会蓝柏和华人曹子实在十全街五号殷勤山屋设堂布道并建存养书院。
1872年，美南长老会杜步西夫妇亦来苏，在葑门城桥头设学，并在养育巷购地自建教堂（1925年重建，名思杜堂）。
民国时期，苏州教会发展日益迅速。五卅惨案前后，爱国人士不满帝国主义奴役中国，发起非基督同盟运动，遭官方查禁。在这同时，基督教内部也开展本色运动，发起了请求和平活动。教会中有识之士也适应潮流，聘华人任教会学校和医院负责人。1928年，杨永清任东吴大学校长，为华人教会大学校长第一人。基督教将本色运动重点放在农村。抗日战争期间，教会一度陷入困境。
抗战胜利后，西方差会又复兴，城乡各堂全部恢复。至1946年，苏州基督教共有卫理公会、长老会、圣公会、浸信会、安息日会、使徒信心会、基督徒聚会处 、灵粮堂8个宗派14所教堂，9个分堂和布道所。解放初，各教会基本维持原状。
直至朝鲜战争爆发，外籍传教士撤离，苏州基督教断绝与外国包括经济在内的一切联系，教会和教堂全部由中国宗教组织自主管理，走上三自道路。1955年4月13日，中国基督教三自爱国运动委员会苏州市分会成立，使苏州基督教成为有中国特色的社会主义事业的一部分。
“文革”浩劫期间，所有教会活动被迫停止。1979年下半年，苏州三自爱国运动委员会和教会组织恢复。1980年4月6日复活节，思杜堂（即今使徒堂）修复开堂；1981年10月11日，宫巷乐群社会堂修复开堂(即今宫巷堂)。
1999年，苏州圣约翰堂修复，作为基督教两会（"中国基督教三自爱国运动委员会"和"中国基督教协会"）办公场所和苏南义工培训中心。

### 著名新教教堂
- 使用中：
  - 苏州圣约翰堂：1869年美南监理会差会在苏州创建的第一座教堂，又名首堂。1882年以后位于城东南的天赐庄（今十梓街东端，苏州大学门前），1915年重建。
  - 乐群社会堂（宫巷堂）：1891年美南监理会差会创建，位于古城中心部位的宫巷。1921年重建。
  - 思杜堂（使徒堂）：1872年美南长老会差会创建，位于城内养育巷。堂名是为了纪念该会传教士杜步西。1925年重建。
  - 狮山堂：位于高新区西部。
- 遗迹：
  - 救世堂：1889年美南监理会差会创建，1924年重建后，位于城内养育巷慕家花园口。列为保护单位。
  - 崇道堂：1899年美南长老会差会创建，位于齐门外。1913年重建。
  - 嘉音堂：1896年美南浸信会差会创建，位于谢衙前。
  - 救恩堂：1901年美北长老会差会创建，位于阊门外上津桥。
  - 天恩堂：1902年美国圣公会差会创建，位于桃花坞。
  - 信心会堂：1919年使徒信心会创建，位于民治路。

### 历史上的新教教会学校和教会医院
- 教会学校
  - 东吴大学及其附中（Soochow University），美南监理会差会创建，位于天赐庄。现为苏州大学。
  - 景海女师（Laura Haygood Memorial School for women），美南监理会差会创建，位于天赐庄。
  - 晏成中学（Yates Academy），美南浸信会创办，位于谢衙前。
  - 慧灵女中（Weiling Girl's Academy），美南浸信会创办，位于谢衙前。
  - 桃坞中学，美国圣公会创办，位于桃花坞。
  - 萃英中学（Vincent Miller Academy），美北长老会创办。位于阊门外义慈巷。
- 教会医院
  - 博习医院：美南监理会差会创建，位于天赐庄。1954年6月易名为苏州市第一人民医院，2000年被确定为苏州大学附属第一医院。
  - 福音医院：美南长老会差会创建，位于齐门外。
  - 更生医院：美北长老会差会创建，位于阊门外。